# Acrodactyla mixta
Acrodactyla mixta är en stekelart som beskrevs av Dmitriy R. Kasparyan 1976. Acrodactyla mixta ingår i släktet Acrodactyla och familjen brokparasitsteklar. Inga underarter finns listade i Catalogue of Life.